# 福田代造
福田 代造（ふくだ だいぞう、1879年6月 - 没年不明）は、大正時代の日本の実業家、銀行家。鹿沼銀行取締役、鹿沼産業銀行監査役、鹿沼運輸監査役などを歴任。栃木県多額納税者。

## 経歴
栃木県上都賀郡鹿沼町（現・鹿沼市）出身。先代福田代造の長男で、出生当時の名前は「長造」。1917年（大正6年）家督を相続して「代造」に改名した。1933年（昭和8年）には鹿沼町会議員に当選した。
鹿沼市にある福田家奥座敷は、2011年に国の有形文化財に登録されている。

## 家族
- 妹：フク（栃木県議会議員 君島五郎の息子・喜次郞の妻）
- 親戚:久米良作